# Hostačov
Hostačov (německy Hostatschow) je malá vesnice, část obce Skryje v okrese Havlíčkův Brod. Nachází se asi 0,5 km na severovýchod od Skryjí. V roce 2009 zde bylo evidováno 26 adres. V roce 2001 zde trvale žilo 105 obyvatel.
Hostačov leží v katastrálním území Skryje u Golčova Jeníkova o výměře 4,16 km2.

## Pamětihodnosti
- Zámek Hostačov se nachází mezi obcemi Hostačov a Skryje (jižně od obce Hostačov, severně od obce Skryje, západně od Hostačovského rybníka). Zámek je zapsán do Ústředního seznamu nemovitých kulturních památek ČR (číslo rejstříku ÚSKP 31508/6-4369).
- Přírodně krajinářský park Hostačov se rozkládá okolo zámku. V letech 2013–2015 je tento park revitalizován (výsadba stromových a keřových dřevin, založení lučních trávníků). Projekt revitalizace je spolufinancován Evropskou unií – Evropským fondem pro regionální rozvoj a Státním fondem životního prostředí ČR v rámci Operačního programu Životní prostředí.[6]

## Galerie

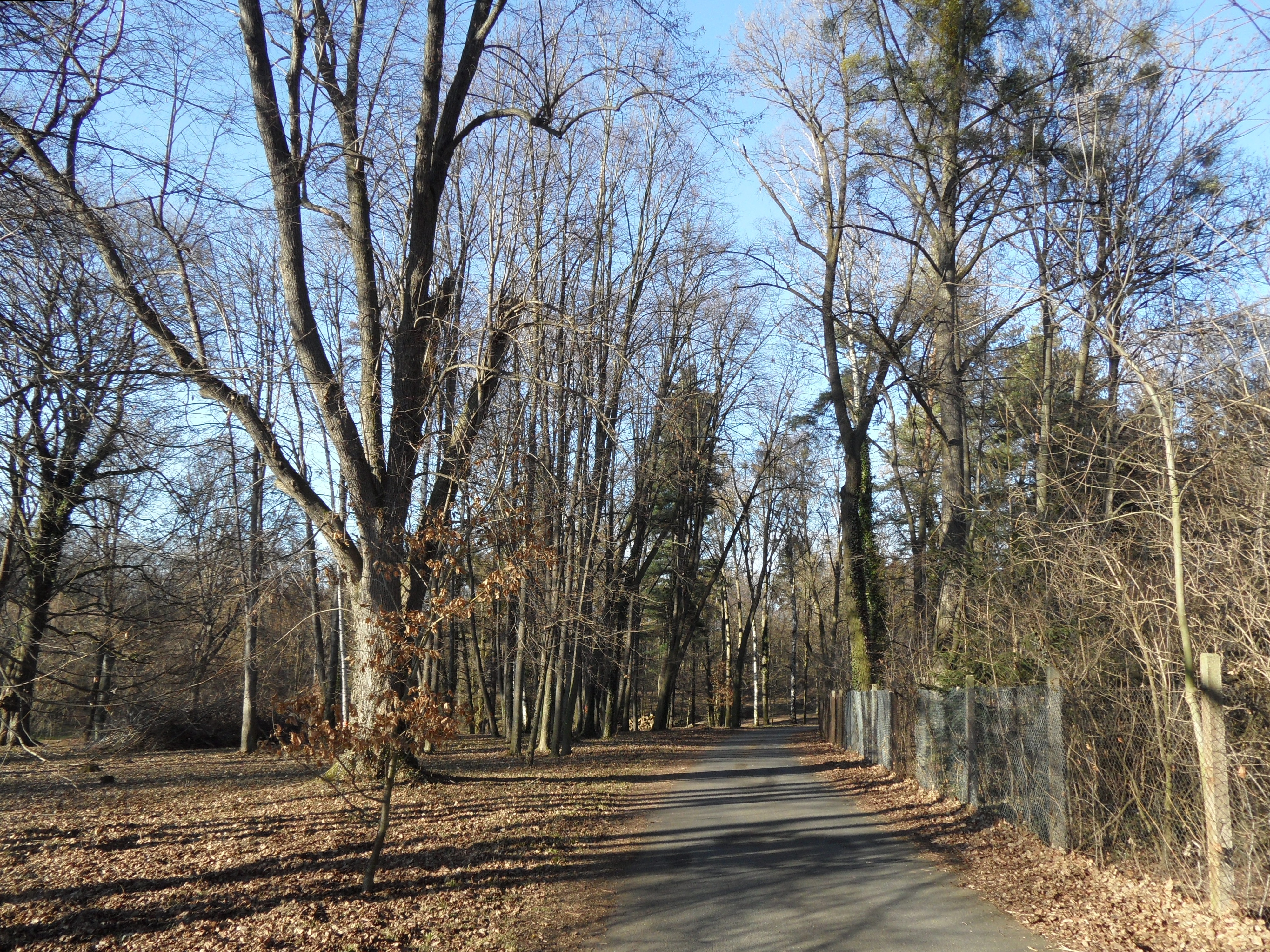
Cesta k zámku
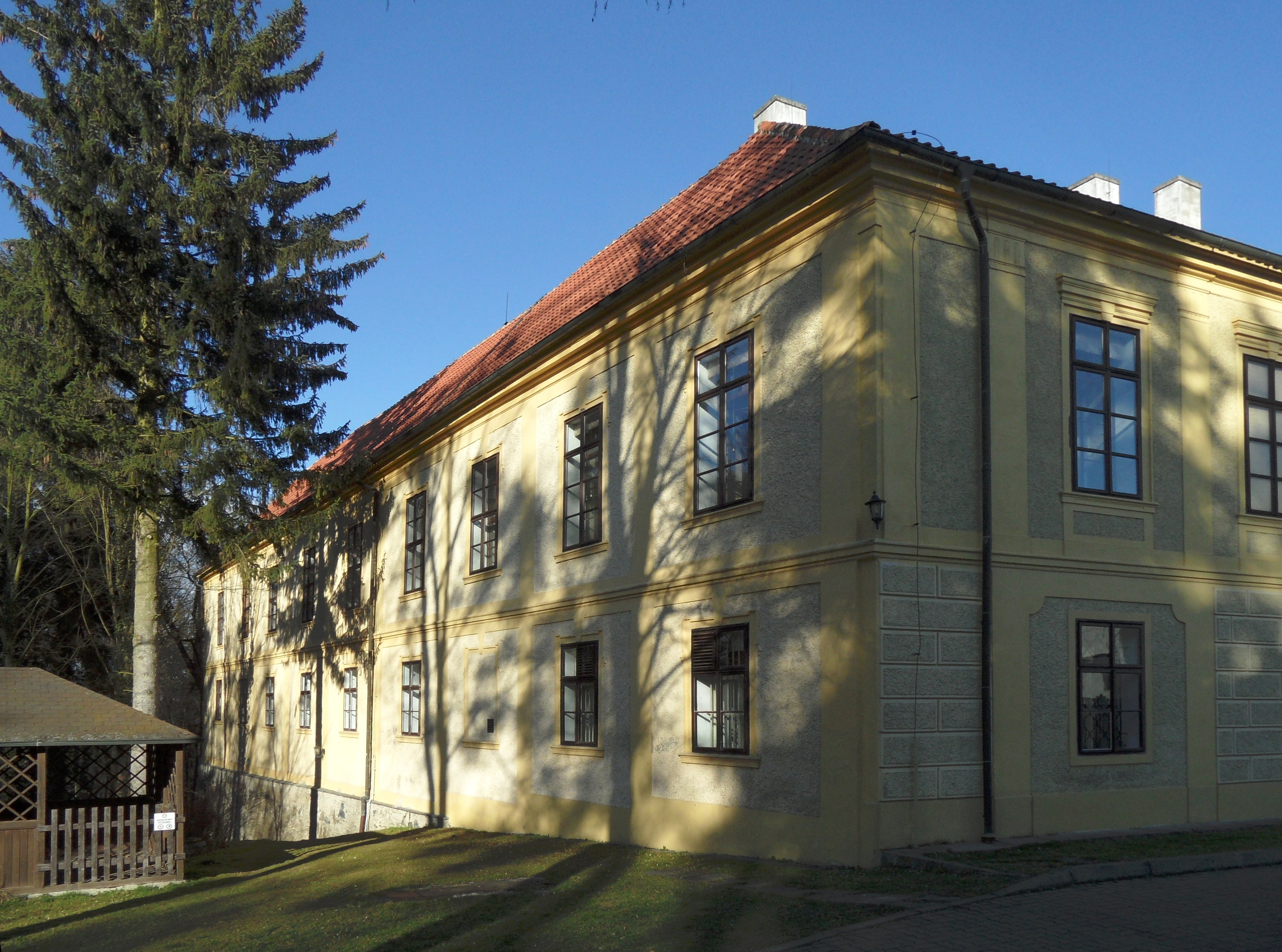
Zámek Hostačov, pohled od jihozápadu
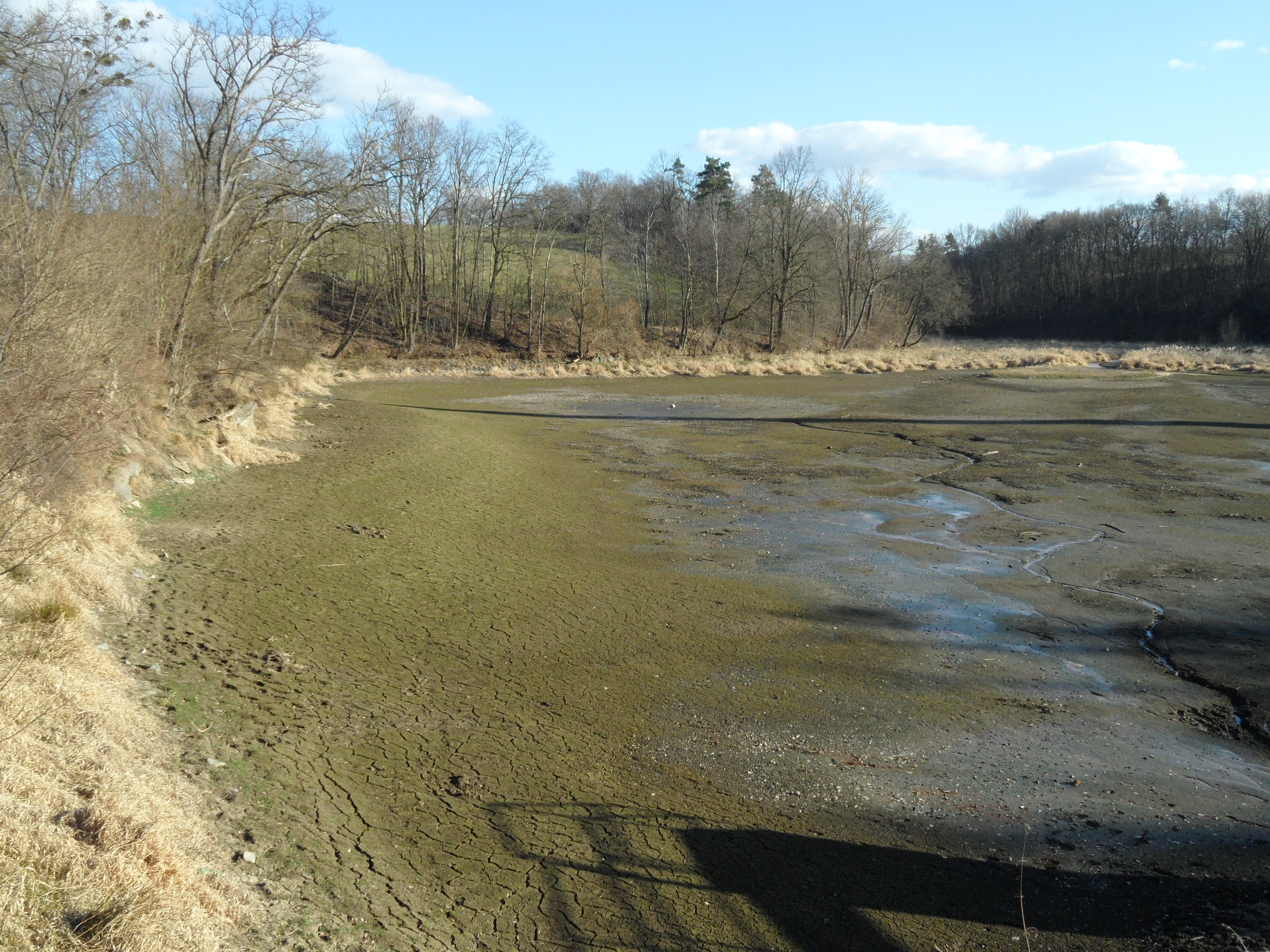
Vypuštěný Hostačovský rybník
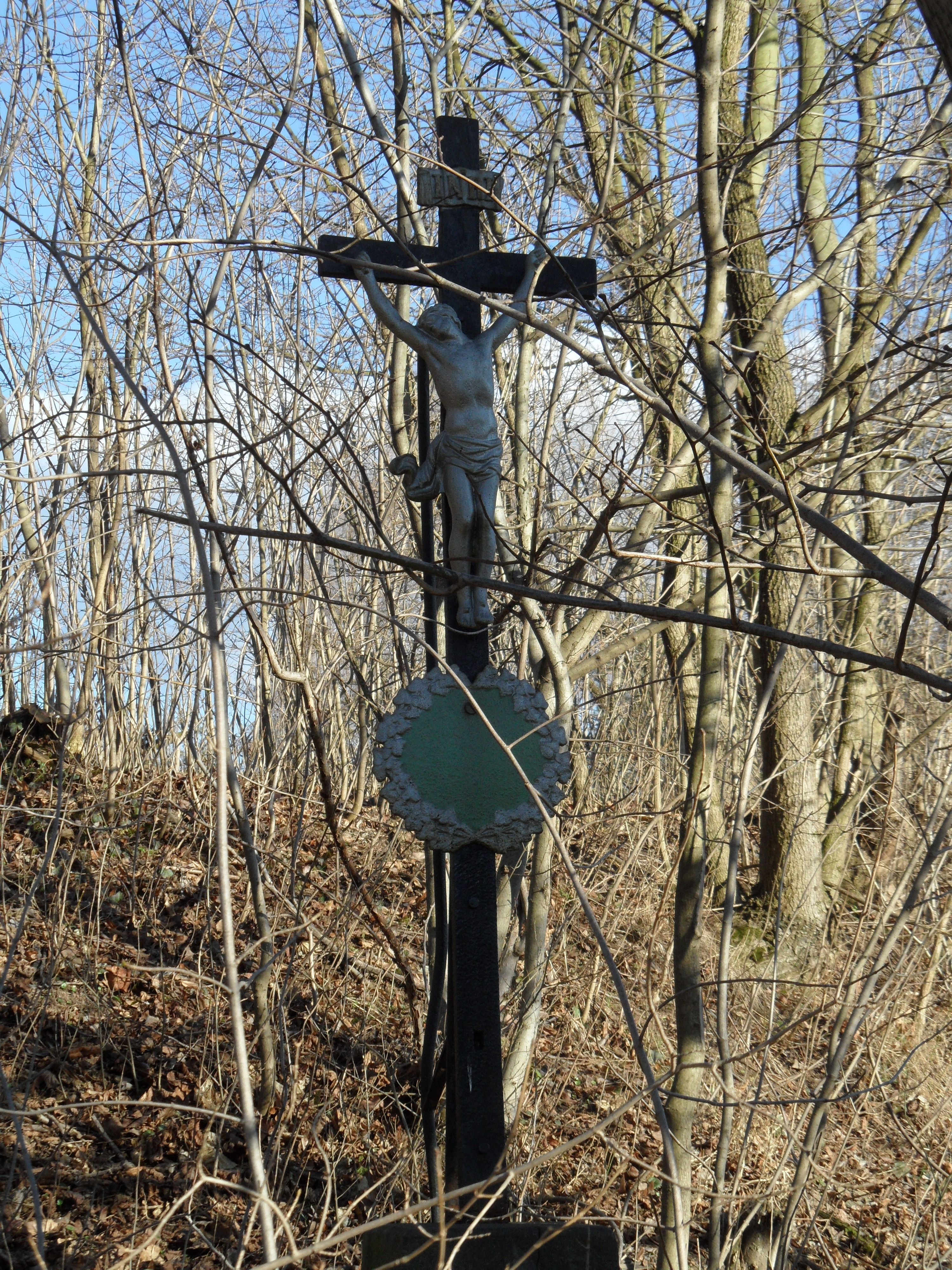
Křížek (u silnice, nad rybníkem)
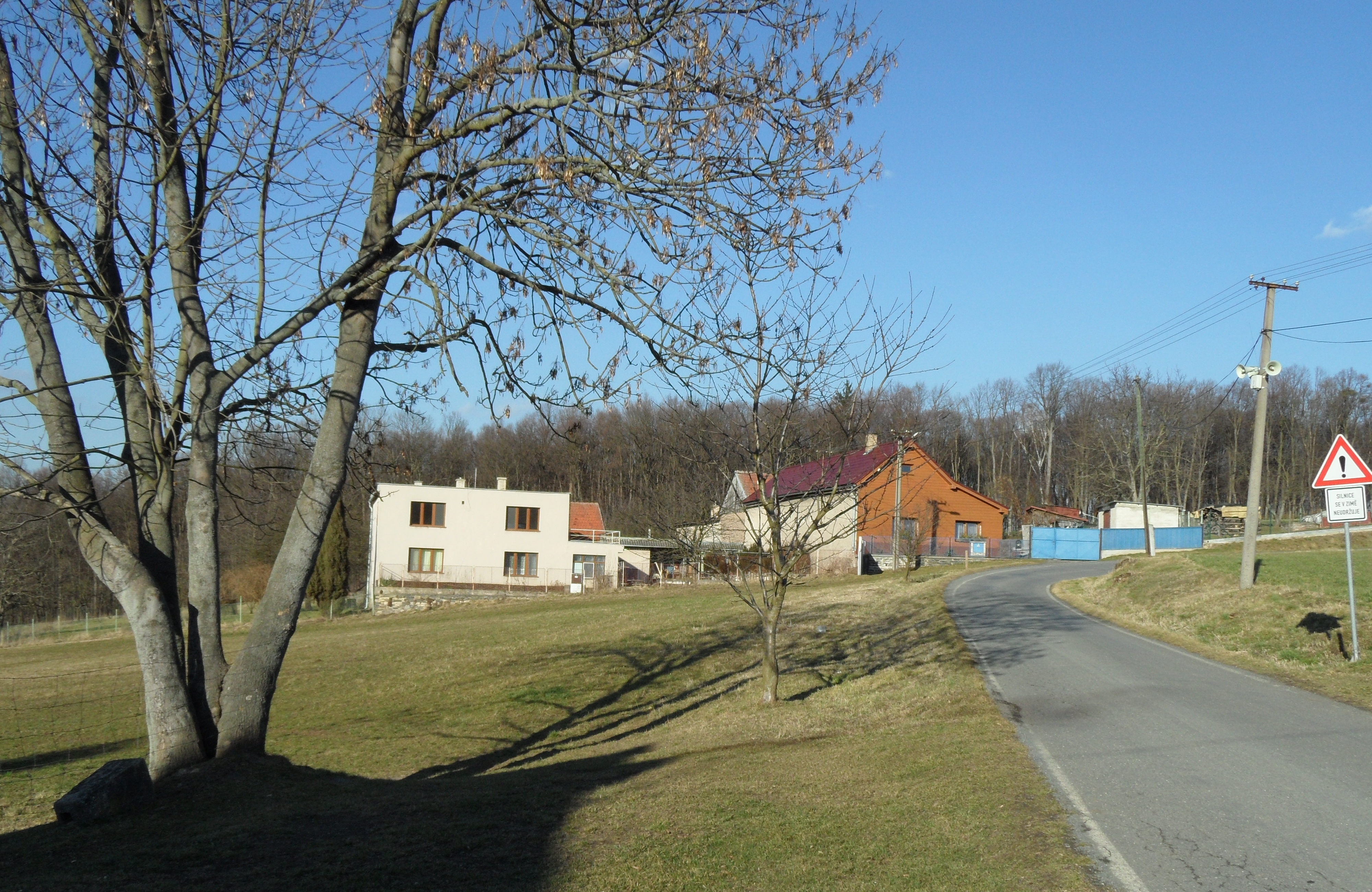
Domy u silnice
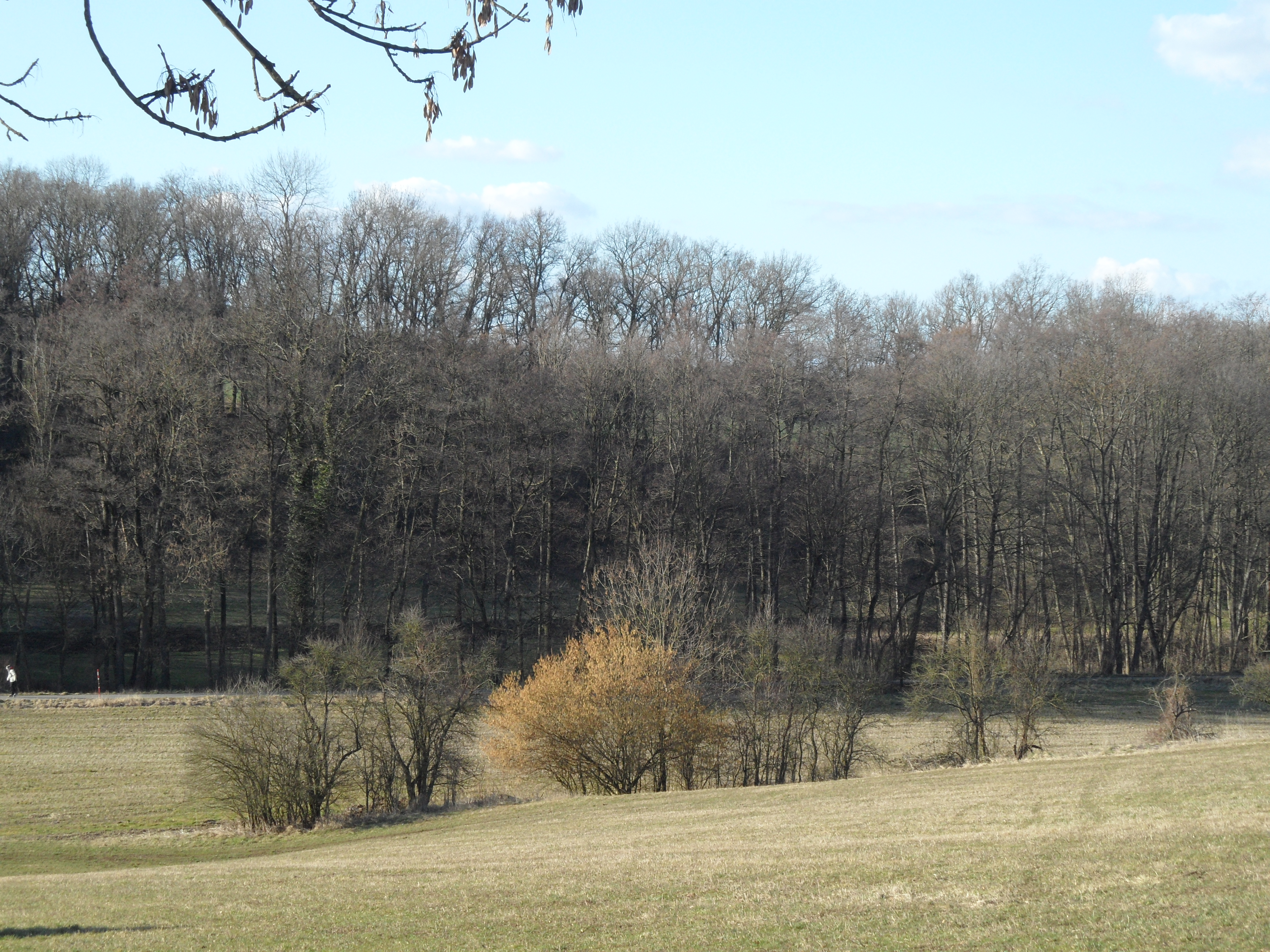
Údolí od silnice